# Vermilia septata
Vermilia septata är en ringmaskart som beskrevs av Requien 1848. Vermilia septata ingår i släktet Vermilia och familjen Serpulidae. Inga underarter finns listade i Catalogue of Life.